# Право на повагу людської гідності
Право на людську гідність — це право, що захищає гідність будь-якої особи, забезпечує належне ставлення до неї з боку органів державної влади, інших осіб. Є одним із видів прав людини, належить до основоположних прав, адже воно необхідне для нормального існування та розвитку людини, є загальним та є особистим (або громадянським) правом.

## Загальна характеристика
Змістом права на повагу до гідності людини є можливості усвідомлювати себе як особистість, поважати власні моральні принципи й етичні норми, наполягати на повазі до себе інших людей, державних органів та їх посадових і службових осіб, а також вимагати, щоб будь-які сумніви щодо її моральних якостей і етичних принципів були належним чином обґрунтовані.
Реалізація здійснюється на основі гарантування державою цього права в обсязі міжнародних стандартів.

## Поняття гідності
Гідність людини – це невід'ємна якість людини, дана їй за фактом існування, що не залежить від сукупністі моральних, світоглядних, професійних якостей людини. Вони дають їй дієві підстави для самоповаги та для усвідомлення своєї суспільної цінності, однак не є обов' язковими. 
Поняття гідності людини хибно пов’язується в основному з цінністю людини та оцінкою її значення і місця у суспільстві та державі. Однак, це може бути повагою високих моральних якостей в самому собі, внутрішня самооцінка суспільного значення, власних здібностей та якостей.

## Закріплення у міжнародному праві
1.Перш за все право на повагу людської гідності передбачене в Загальній декларацій прав людини:
«Усі люди народжуються вільними і рівними в своїй гідності і правах. Вони наділені розумом і совістю і повинні вчиняти по відношенню один до одного у дусі братства» (ст. 1).
«Ніхто не повинен піддаватися катуванням, чи жорстоким, нелюдським або принижуючим його гідність, поводженням та покаранням» (ст. 5).
2.Міжнародні угоди, регіональні та національні конституції та закони розвинули Декларацію і уточнили її зміст; одна з таких угод – Міжнародний пакт про громадянські і політичні права:
«Нікого не може бути піддано катуванню чи жорстокому, нелюдському або такому, що принижує гідність, поводженню чи покаранню. Зокрема, жодну особу не може бути без її вільної згоди піддано медичним чи науковим дослідам» (ст. 7).
«Всі особи, позбавлені волі, мають право на гуманне поводження і повагу до гідності, властивій людській особі» (ст. 10, ч.1).
Окрім загально визначених міжнародних нормативно-правових актів існують спеціальні міжнародні договори, одним з яких є Конвенція проти катувань та інших жорстоких, нелюдських або принижуючих гідність видів поводження та покарання, яка детально описує право на повагу людської гідності, заборону вчинення протиправних дій, що принижують людську гідність, тлумачить поняття, які пов’язані з протиправними діями, зокрема поняття «Катування». Опирається на ст. 5 Загальної декларації з прав людини, ст. 7 Міжнародного пакту про громадянські і політичні права.
«Нікого не може бути піддано катуванню або нелюдському чи такому, що принижує гідність, поводженню або покаранню»(ст. 3)
Через багаторічну практику суд дійшов висновків, що держави повинні змінити своє законодавство з метою забезпечення законодавчої гарантії заборони катування, нелюдського і такого, що принижує гідність, поводження або покарання в місцях позбавлення волі — відповідно до стандартів, проголошених Європейським судом. Це перша зі статей, за якою Європейський суд з прав людини розглянув заяви проти України.
Європейська Конвенція про захист прав людини та основних свобод Відповідно до статті 3 Європейської Конвенції гарантується право на людську гідність, а саме: «жодна людина не може зазнавати катувань чи нелюдського або такого, що принижує її гідність, поводження чи покарання».
Наслідком і метою статті 3 Європейської Конвенції про захист прав людини та основних свобод стає підвищення поваги людини до самої себе і захищеність від неналежного поводження або покарання навіть у місцях позбавлення волі та під арештом. Тим самим підвищуючи право на повагу людської гідності

## Закріплення в українському законодавстві

### Конституція України
Основний Закон України закріплює це право у ст. 28:«Кожен має право на повагу до його гідності». Конституція України забороняє наступні протиправні дії, які безпосередньо порушують права на людську гідність:
•катування;
•жорстоке, нелюдське або таке, що принижує гідність поводження;
•застосування жорстоких, нелюдських, таких, що принижують людську гідність покарань;
•використання людини (без її волі) для наукових, медичних чи інших дослідах.
Гідність, за Конституцією, визнається найвищою соціальною цінністю (ст.. 3), на неї ніхто не має права посягати. У разі вчинення цих протиправних дій будь-яка особа може звернутись за допомогою до суду, а винна особа повинна притягнутись до відповідальності, відповідно до закону.
Окрім того, кожен має право будь-якими не забороненими законом засобами захищати свої права і свободи від порушень і протиправних посягань (ст. 55); кожен зобов'язаний неухильно додержуватися Конституції та законів України, не посягати на права і свободи, честь і гідність інших людей (ст. 68).

### Цивільне право України
Цивільний кодекс передбачає право на повагу до гідності та честі, визначене у ст.. 297 (ч. 1), а саме:
•Кожен має право на повагу до його гідності та честі.
Під поняттям "гідність особи" слід розуміти визнання цінності кожної фізичної особи як унікальної біопсихосоціальної істоти. Що стосується цивільно-правового регулювання та захисту, то вони можливі лише стосовно правовідносин, які виникають щодо об'єктивної сторони гідності особи, тобто суспільним або класовим відношенням до особистості, незалежно від самої людини.

### Кримінальне процесуальне право
КПК також передбачає повагу до людської гідності (ст. 11).
•Під час кримінального провадження повинна бути забезпечена повага до людської гідності, прав і свобод кожної особи
Перш за все, це стосується тих посадових осіб, які наділені в кримінальному провадженні владними повноваженнями, а саме – не допустити зловживанню своїх владних повноважень. Окрім того, обов'язком цих органів є забезпечення поваги до людської гідності.
•Забороняється під час кримінального провадження піддавати особу катуванню, жорстокому, нелюдському або такому, що принижує її гідність, поводженню чи покаранню, вдаватися до погроз застосування такого поводження, утримувати особу у принизливих умовах, примушувати до дій, що принижують її гідність. 
•Кожен має право захищати усіма засобами, що не заборонені законом, свою людську гідність, права, свободи та інтереси, порушені під час здійснення кримінального провадження.

## Поняття «Катування». Заборона катування. Правові позиції Європейського суду з прав людини
Відповідно до наукових довідників з юриспруденції, під катуванням розуміється умисне нелюдське поводження (ставлення) за обтяжливих обставин, застосоване з метою отримання інформації чи зізнання, або ж покарання особи (наприклад, застосування заходів фізичного впливу, залякування, дискримінація будь-якого характеру тощо). 
Згідно з Конвенцією проти катувань(…), яка детально розглядає це питання, термін "катування" означає будь-яку дію, якою будь-якій особі навмисне заподіюються сильний біль або фізичне чи моральне страждання, щоб отримати від неї або від третьої особи відомості чи визнання, покарати її за дії, які вчинила вона або третя особа чи у вчиненні яких вона підозрюється, а також залякати чи примусити її або третю особу до будь-яких дій та поводження, особливо коли такий біль або страждання заподіюються державними посадовими особами чи іншими особами, які виступають як офіційні, чи з їх підбурювання, чи з їх відома, чи за їх мовчазної згоди. Цей термін не передбачає біль або страждання, що виникли внаслідок законних санкцій.

## Поняття «Жорстокого, нелюдського або такого, що принижує гідність поводження з людиною» з точки зору українського та міжнародного законодавства
Згідно із приміткою до принципів захисту всіх осіб, які піддаються затриманню чи ув'язненню будь-яким чином Генеральної Асамблеї ООН, Жорстокими і такими, що ображають людську гідність, необхідно вважати дії, які завдають особі особливого фізичного болю чи моральних страждань. На практиці вони можуть бути реалізовані у протиправному застосуванні спеціальних засобів (наручники, гумові кийки, отруйні гази, водомети тощо), тривалому позбавленні людини їжі, води, тепла, залишенні її у шкідливих для здоров’я умовах тощо.
Стосовно українського законодавства, то жорстоким, нелюдським чи таким поводженням або покаранням, що принижує людську гідність передбачається утримання затриманої чи ув'язненої особи в умовах, які позбавляють її, тимчасово або постійно, будь-якого з її природних почуттів: зору, слуху, просторової або часової орієнтації, та які можуть викликати стрес, почуття жаху чи неспокою, здатні принизити чи образити її, зломити її фізичний чи моральний опір.
Нелюдське жорстоке поводження – це дія, якою особі навмисне причиняється сильне фізичне, психічне чи моральне страждання (позбавлення людських відчуттів).
Принизливе для гідності людини поводження або покарання є таким, якщо через нього людина зазнає сильного приниження перед іншими, або ж повинна діяти всупереч волі чи сумлінню (позбавлення сну, харчування і води; стояння голим біля стіни; одягання мішка на голову, утримання у підвалах, де є щур тощо)
Судова практика європейських судів, зокрема, Європейського суду з прав людини визначила, що під жорстоким поводженням розуміється певна тяжкість фізичного болю або душевних страждань. У випадку катувань їхній рівень є дуже високим. Такий біль або страждання завдаються за допомогою спеціальних методів або через створення конкретних обставин. Прикладами можуть бути завдання ударів по ступнях;застосування електричного шоку, гарячої або холодної води до жертви, удари у голову тощо.
Катування, жорстоке нелюдське поводження тощо має місце тоді, коли біль і страждання спричиняється державними посадовими особами чи іншими особами, які виступають як офіційні, чи з їх підбурювання, чи з їх відома, чи з їх мовчазної згоди.
Оцінка акту як жорстокого, нелюдського і принижуючого гідність людини поводження є досить складною і залежить від:
а) сукупності таких обставин, як тривалість та інтенсивність відповідного поводження, його наслідків для здоров'я, психічного стану та інших індивідуальних особливостей (вік, стать тощо)
б) власної самостійної оцінки кожної особи, яка оцінює, чи є те чи інше поводження з нею таким, що принижує її честь і гідність (слід пам'ятати, що факти в оцінках можна довести, а самі оціночні судження, їх правдивість довести неможливо).
Конвенція про захист прав людини і основоположних свобод та інші європейські інструменти не містять визначення, нелюдського або такого, що принижує гідність, поводження з людиною. Втім відповідь на це запитання виникає сама собою на основі здорового глузду та сучасного розуміння цих слів. Саме на цій основі пересічна особа побачить у певних діях акт катування або ж припустить, що певне поводження є нелюдським аботаким, що принижує гідність, а відтак – недопустимим. Отже,керуватися слід духом і загальним значенням поняття жорстокого поводження.

### Практика ЄСПЛ
На прикладі справи «Ковальчука проти України», розглянутої Європейським судом з прав людини можна розглянути механізм реалізації цього права. Було прийнято рішення в Страсбурзі 4 листопада 2010 року за поданням заяви проти України, де заявник скаржився, що з ним погано поводилися міліціонери протягом його перебування під вартою у вересні2002 року, всупереч статті 3 Конвенції.
Далі він поскаржився за статтею 13 Конвенції стосовно того, що не було проведене ефективне розслідування його скарги про погане поводження, та що таким чином в нього не було ефективних засобів судового захисту стосовно вищевказаного порушення. Суд постановив, що було порушення статті 3 Конвенції стосовно нелюдського та такого, що принижує гідність, поводження із заявником в руках міліції.
Справа «Зайкіна проти України». Прийнято рішення 7 жовтня 2010 року. Заявник скаржився, що умови його тримання були незадовільними, і що його перебування підвартою з 27 червня 2005 року до моменту засудження судом першої інстанції було незаконним.Заявника підозрювалиу зловживанні владою, що, зокрема, призвело допоганого поводження з підозрюваними, з якими він працював, та незаконних обшуків їх помешкань. Окрім того заявника тримали в досить жорстоких умовах у камері СІЗО. Суд постановив, що мало місце порушення ст. 3 Конвенції, а держава-відповідач мала виплатити кошти заявнику.
Ще одна справа, в якій мало місце порушення права на людську гідність, рішення якої прийнято 8 квітня 2010 року, в якій заявник стверджував, що співробітники в’язниці №8 м. Житомира поводилися з ним жорстоко, а також щоз цього приводу не булопроведено належного розслідування. Заявник також поскаржився щодо умов йоготримання у вищезазначеній в’язниці. Вона отримала назву «Лотарєв проти України».
Уряд заперечив правове представництва заявника. Суд Визнає скарги заявникастосовно заявленого поганогоповодження у тюрмі та відсутності належного розслідування щодо цієї скарги прийнятними; та відхилив заперечення уряду.
Рішення від 21 жовтня 2010 року у справі «Пєтухов проти України» передбачало стверджував (посилаючись на статті 3 та 13 Конвенції), що в ув’язненні він не мав адекватного медичного догляду та що стосовно цього не існувало доступних засобів юридичного захисту. Визнає скарги заявника за статтею 3 Конвенції (відповідність медичного догляду в ув’язненні), за пунктами 1 та 3 статті 5, пунктом 1 статті 6 (тривалість провадження), та за статтею 13 (відсутність ефективних засобів правового захисту стосовно неадекватності медичного доглянув ув’язненні та тривалості провадження) прийнятними, арешту скарг у заяві неприйнятними. Постановляє, що мало місце порушення статті 3 Конвенції через відсутність адекватного медичного догляду під час ув’язнення.

## Характеристика заборони на медичні, наукові чи інші досліди щодо людини без її вільної згоди
Останньою частиною ст. 28 Конституції України та міжнародними договорами є заборона на медичні, наукові та інші досліди щодо людини без її вільної згоди.
Ці питання, регулюються Основами законодавства України про охорону здоров'я (зокрема, статтями 43-45).
Згідно із науково-правовими роботами України, застосування медико-біологічних експериментів на людях допускається із суспільно корисною метою за умови їх наукової обґрунтованості, переваги їх можливого успіху над ризиком спричинення тяжких наслідків для здоров'я або життя, гласності, повної інформованості і добровільної згоди людини, яка підлягає експерименту, щодо вимог його застосування. Забороняється проведення такого експерименту на хворих, ув'язнених або військовополонених, а також терапевтичного експерименту на людях, захворювання яких не має безпосереднього зв'язку з метою досліду. Відповідні вимоги встановлені також щодо застосування методу пересадки від донора до реципієнта (трансплантації) органів та інших анатомічних матеріалів, застосування штучного запліднення та імплантації ембріона, методу стерилізації, зміни (корекції) статевої належності тощо.